# New Ghostbusters 2
Ne doit pas être confondu avec Ghostbusters II (jeu vidéo).
New Ghostbusters II (NEW ゴーストバスターズ2) est un jeu vidéo d'action tiré du film SOS Fantômes 2 sorti en 1989 au cinéma. Il est développé et édité par HAL Laboratory sur Nintendo en 1990 en Europe et au Japon,.
La même année, un autre jeu édité par Activision, nommé Ghostbusters II, est sorti en Amérique du Nord et en Europe sur diverses plates-formes ainsi que sur NES. 

## Synopsis
À New York, le tyran diabolique Vigo essaye de se ressusciter à travers un enfant nommé Oscar. 
Oscar est le fils de Dana Berret, la petite-amie de Peter Veckman, l'un des membres de S.O.S. Fantômes. L'équipe doit arrêter Vigo avant qu'il ne réussisse son plan diabolique.

## Système de jeu
Deux personnages doivent être choisis parmi les 5 jouables (les 4 membres de l'équipe S.O.S. Fantômes et Louis). Le duo se sert alors d'un rayon à protons et d'un piège à fantômes pour progresser à travers 5 niveaux, jusqu'à l'affrontement final avec Vigo dans le musée d'art.

## Développement et sortie
- Contribution notable : la supervision technique du jeu est l'œuvre de Satoru Iwata alors employé de HAL Laboratory, avant de devenir le PDG de Nintendo[3].
- La sortie en Amérique du Nord du jeu est annulée : alors que HAL Laboratory préparait un prototype de New Ghostbusters II pour le marché Nord américain, sa sortie a été annulée à cause des problèmes de droit d'exploitation. En effet, Activision qui avait développé indépendamment le jeu vidéo Ghostbusters II, avait les droits exclusifs d'exploitation d'un jeu dérivé du film SOS Fantômes 2 sur le territoire américain[3].